# Sceliphron murarium
Sceliphron murarium är en biart som först beskrevs av Frederick Smith 1863.
Sceliphron murarium ingår i släktet Sceliphron och familjen grävsteklar. Inga underarter finns listade i Catalogue of Life.